# Chenemetneferhedžet I.
| Xnm · t | nfr | HDt | wr · t |

| Xnm · t | nfr | HDt | wr · t |

Chenemetneferhedžet I. Weret byla staroegyptská královna z 12. dynastie, manželka Senusreta II. a matka Senusreta III. Její jméno (ẖnmt-nfr-ḥḏt) znamená „Ta, která je spojená s bílou korunou“.

## Životopis
Je pravděpodobné, že Chenemetneferhedžet I. bude stejná osoba, která je zmíněna jako dcera Amenemheta II. na pečeti, která se nyní nachází v New Yorku. To by znamenalo, že byla sestrou svého manžela. Ona a Nofret II. jsou dvě ze známých chotí Senusreta II. Dvě další možné manželky mohly být Chenemet a Itaweret. Všechny čtyři byly zároveň jeho sestrami. Její jméno bylo také královským titulem používaným v té době: chenemetneferhedžet znamená „spojená s bílou korunou“. Její další jméno Weret znamená „velká“ nebo „starší“ a pravděpodobně se tímto jménem odlišovala od jiných osob stejného jména. Je zmíněna na pečeti nalezené v Kahunu (nyní v Tonbridge), na papyru z Kahunu (nyní v Berlíně), soše (nyní v Britském muzeu) a v pyramidovém komplexu jejího syna. Pravděpodobně byla pohřbena v pyramidovém komplexu Kahun postaveném jejím manželem.
Její tituly zněly: Králova manželka; Králova matka; Paní dvou zemí; Králova dcera (poslední titul pouze v případě, že se jedná o stejnou osobu jako princezna uvedená na pečeti Amenemheta II.).